# Agraecia incognita
Agraecia incognita är en insektsart som beskrevs av Piza Jr. 1970. Agraecia incognita ingår i släktet Agraecia och familjen vårtbitare. Inga underarter finns listade i Catalogue of Life.